# Zeeslag bij Kaap Sint-Vincent (1641)
De Zeeslag bij Kaap Sint-Vincent was een zeeslag op 4 november 1641 bij Kaap Sint-Vincent (Zuidwest-Portugal) waarbij een Staatse vloot weggejaagd werd door een Spaanse vloot. Het was de eerste echte marine-ervaring voor Michiel de Ruyter, die een belangrijke rol speelde in deze zeeslag.

## Aanloop
In 1640 waren ook de Portugezen tegen hun Spaanse overheersers in opstand gekomen middels de Portugese Restauratieoorlog. De Staten-Generaal steunde Portugal daarin met twintig schepen. De admiraliteiten waren echter niet in staat deze schepen te leveren vanwege de Slag bij Duins. Daarom huurde men schepen, ondanks dat juist een aantal schepen aan Spanje waren verkocht. Men moest men zich behelpen met kapiteins uit de koopvaardij. Een van die kapiteins was Michiel de Ruyter op "De Haze", met als rang Schout-bij-nacht. Hij voer met een schip van 360 ton, 26 kanonnen, en negentig koppen, een van de zwakste bodems van de vloot. Als admiraal werd Artus Gijsels benoemd, van de VOC. De gehuurde schepen blonken niet uit in uitrusting.

## Zeeslag
Op 4 november 1641 kwam het ter hoogte van Kaap St. Vincent tot een treffen met de Spanjaarden. De Spaanse vloot was uitgelopen om de verwachte Zilvervloot op te vangen en moest voorkomen dat deze aangevallen werd door vijanden. De vloot was groter dan de Staatse bovendien aangevuld met een eskader Duinkerker kapers.
Voordat de slag begon voer het admiraalsschip tegen alle gebruiken in, in de achterhoede. Michiel de Ruyter voer op de plek waar normaal gesproken het admiraalsschip zou behoren te varen. Rond het middaguur dreigden twee schepen, de Engel Gabriël en De Swaen afgesneden te worden, Spanjaarden en Duinkerkers enterden daarop meteen deze twee schepen. "De Haze" keerde daarop, en probeerde deze schepen te ontzetten. "De Haze" werd echter zo zwaar beschoten, dat De Ruyter het schip moest "Kreyngen" (Het zware geschut naar een kant verplaatsen, zodat het schip gaat hellen, aan de ophellende kant van het schip, reparaties aan de romp gepleegd kunnen worden) en riep hulp in van andere schepen. Maar kreeg geen gehoor. Intussen werd "De Haze" steeds opnieuw lek geschoten, zelfs de kruitkamer maakte water, met pompen lukte het nog het kruit droog te houden. Wel slaagden zij erin om de Engel Gabriël succesvol te ontzetten. Voor het tweede schip was het te laat, De Swaen was al gezonken. Op het moment dat De Ruyter een Duinkerker wilde kapen, gaf men plotseling noodsignalen op de Engel Gabriël welke dreigde te zinken. De Ruyter schoot nu op de Duinkerker en zond intussen een sloep naar de Engel Gabriël. De sloep wist nog een tiental mannen van de kiel te redden van de omgeslagen Engel Gabriël. De admiraal gaf daarna orders dat "De Haze" naar de Taag zou varen, de vloot zou dan later volgen. Intussen stak er een zware zuidoosterstorm op. Het lukte De Ruyter om de "De Haze" heelhuids binnen te brengen. De vloot liep enkele dagen later binnen. Daar bleven ze tot 11 januari 1642.

## Nasleep
In de twee maanden in de haven kelderde de discipline, meer dan vijftig mannen waren intussen gedeserteerd. De terugreis werd geen pleziervaart, zware stormen joegen de vloot uiteen. "De Haze" moest tien dagen pompen op het schip drijvende te houden. Op 20 januari liep "De Haze" binnen in Vlissingen. Gijsels arriveerde op 22 januari in Hellevoetsluis

## Bron
- Slag bij St. Vincent 4 nov. 1641., op: deruyter.org